# Houlton Branch Railroad
Die Houlton Branch Railroad ist eine ehemalige Eisenbahngesellschaft in Maine (Vereinigte Staaten). Die St. Andrews and Quebec Railway (SAQ) hatte eine Eisenbahnstrecke vom Hafen St. Andrews in Neubraunschweig nach Norden parallel zur Staatsgrenze zu Maine gebaut und wollte die Stadt Houlton an diese Strecke anschließen. Auf dem Gebiet der USA gründete man daher am 6. Februar 1867 die Houlton Branch Railroad, die den etwa 5 Kilometer langen Abschnitt von Houlton bis zur Grenze baute. Die Strecke wurde 1870 eröffnet. Von Anfang an war die Houlton Branch Railroad eine Tochtergesellschaft der SAQ, die jedoch 1879 von der New Brunswick and Canada Railway (NBCR) aufgekauft wurde.
Am 28. Juni 1873 leaste zunächst die NBCR die Bahn. Dieser Vertrag ging am 1. Juli 1882 auf die New Brunswick Railway über, die zum 1. Juli 1890 selbst durch die Canadian Pacific Railway (CPR) geleast wurde. Diese Gesellschaft übernahm auch den Vertrag mit der Houlton Branch Railroad.
1893 erhielt die Stadt Houlton auch von US-amerikanischer Seite einen Eisenbahnanschluss, nämlich durch die Bangor and Aroostook Railroad. Die Bahnstrecke Debec Junction–Houlton ist seit 1989 stillgelegt.